# 조피 숄

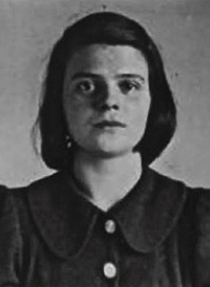
소피 숄(1943년)

조피아 마그달레나 "조피"숄(독일어: Sophia Magdalena "Sophia" Scholl, 1921년 5월 9일 ~ 1943년 2월 22일)은 나치 독일 시기에 결성된 지하 저항 조직인 백장미단 구성원이었다. 오빠 한스 숄과 같이 나치당에 희생됐다.
백장미단을 결성한 후 아우구스트 폰 갈렌 주교의 강론전문을 복사하여 뮌헨 대학교에 뿌렸다. 그리고 그들의 급우인 알렉산더 슈모렐, 빌리 그라프, 크리스토프 프롭스트 등 하고 그들의 대학교수였던 쿠르트 후버가 입단한다. 그리고 그들은 계속 1943년 2까지 전단지를 만들고 뿌리면서 저항한다. 그들은 기독교 정신으로 바탕으로 나치와 히틀러는 곧 망한다며 주로 남독일에서 활발한 활동을 하게 된다.
1943년 2월 18일, 뮌헨 대학의 수업 종료에 맞춰 백장미단이 여섯번째 전단지를 공개적으로 배포한다. 그러나 곧 나치 당원인 뮌헨 대학의 경비에게 발각되었고 백장미단은 체포당한다. 그들은 곧 재판에 넘겨져 욕설과 모욕을 서슴지 않았던 나치의 악질 판사인 롤란트 프라이슬러에게 재판을 받았다. 그녀는 오빠와 함께 당당하게 자신의 신념을 발표하였고, 2월 22일 '태양은 아직도 빛난다'라는 유언을 남기고 단두대에 처형되었다.